# La Vergenne
La Vergenne là một xã ở tỉnh Haute-Saône trong vùng Franche-Comté phía đông Pháp. Xã có diện tích 2,95 kilômét vuông, dân số năm 2006 là 111 người. Khu vực này có độ cao từ 277-322 mét trên mực nước biển.